# Zavine
Zavine – wieś w Słowenii, w gminie Zagorje ob Savi. W 2018 roku liczyła 77 mieszkańców.